# Aurich
Aurich község Németországban, az Aurichi járásban. Lakosainak száma 43 375 fő (2023. december 31.).

## Történelme

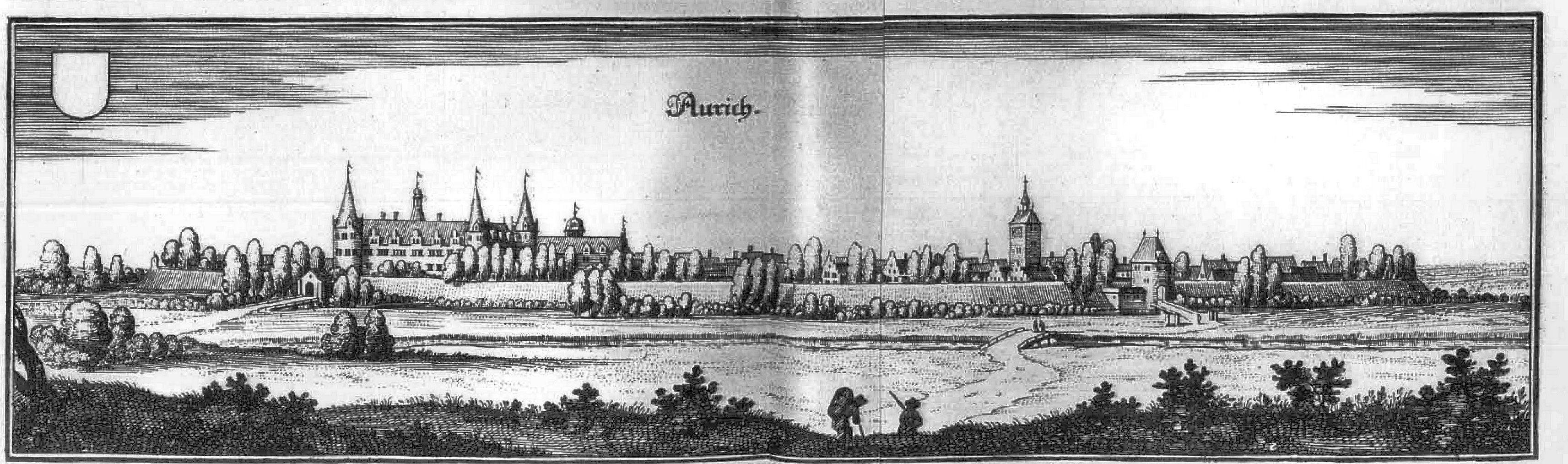
Aurich 1674-ben (Merien)

Aurich a keletfríz területek és a keletfríz marhakereskedelem központja.
A városka a 13. században keletkezett, s a 14. században a Tom Brok család épített itt kastélyt. A 15. században Aurich a Kelet-Frízföld fölött uralkodó Cirksénáké lett, majd azok kihalása után 1744-ben a poroszok fennhatósága alá került, a következő századokban pedig a hollandok, franciák és a poroszok váltották itt egymást.
Később egy ideig még a hannoveri ház is birtokolta a kisvárost és környékét.

## Népessége
| Lakosok száma | 41 489 | 41 793 | 41 854 | 41 991 | 42 544 | 42 970 | 43 375 |
|               | 2015   | 2016   | 2017   | 2019   | 2021   | 2022   | 2023   |

## Földrajza
Aurich Wittmund és Ihlow községekkel határos.

## Ipara
Iparát az elektromosipari, építőipari, konfekció- és élelmiszeripar-, illetve nyomdaipari termékek jellemzik.

## Látnivalók
- Kastély (Sloss) - 1852-ben épült.
- Lamberti templom (Lamberti kirsche) - az evangélikus templom berlsejében nagyon szép, 16. század elejei flandriai oltár található

## Testvértelepülések
- Appingedam
- Bat Jam

## Itt született személyek
- Marie Ulferts - író
- Moritz Jahn - író
- Ewald Christophers - író
- William Büning - teológus
- Volker Jürgens - teológus

## Galéria

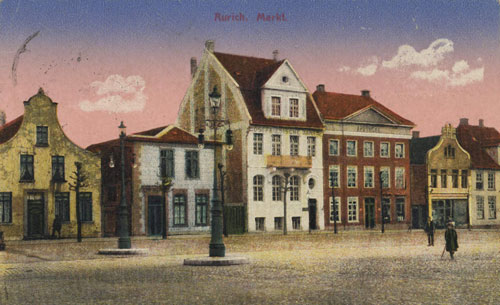
Aurich 1900-ban
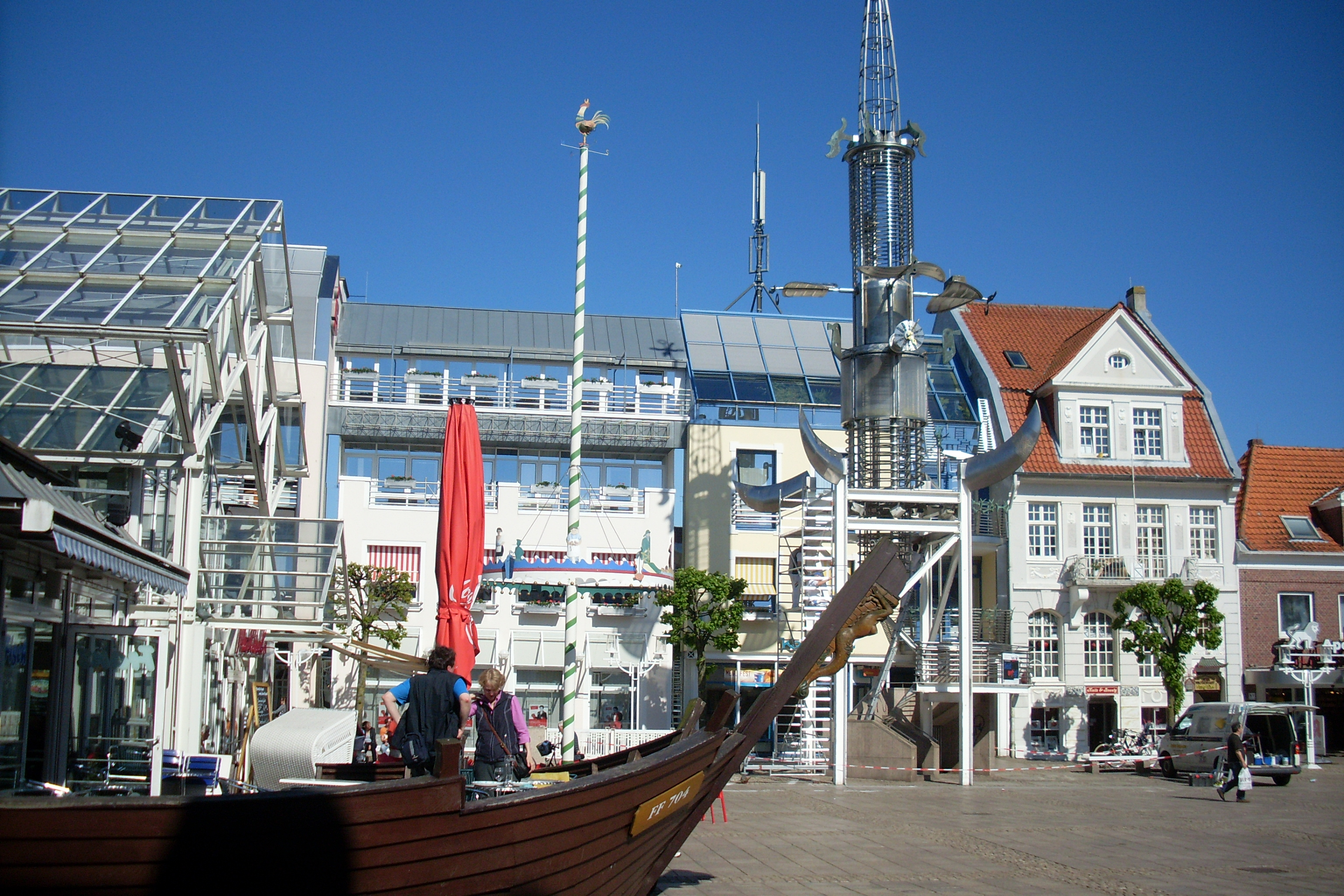
Főtér
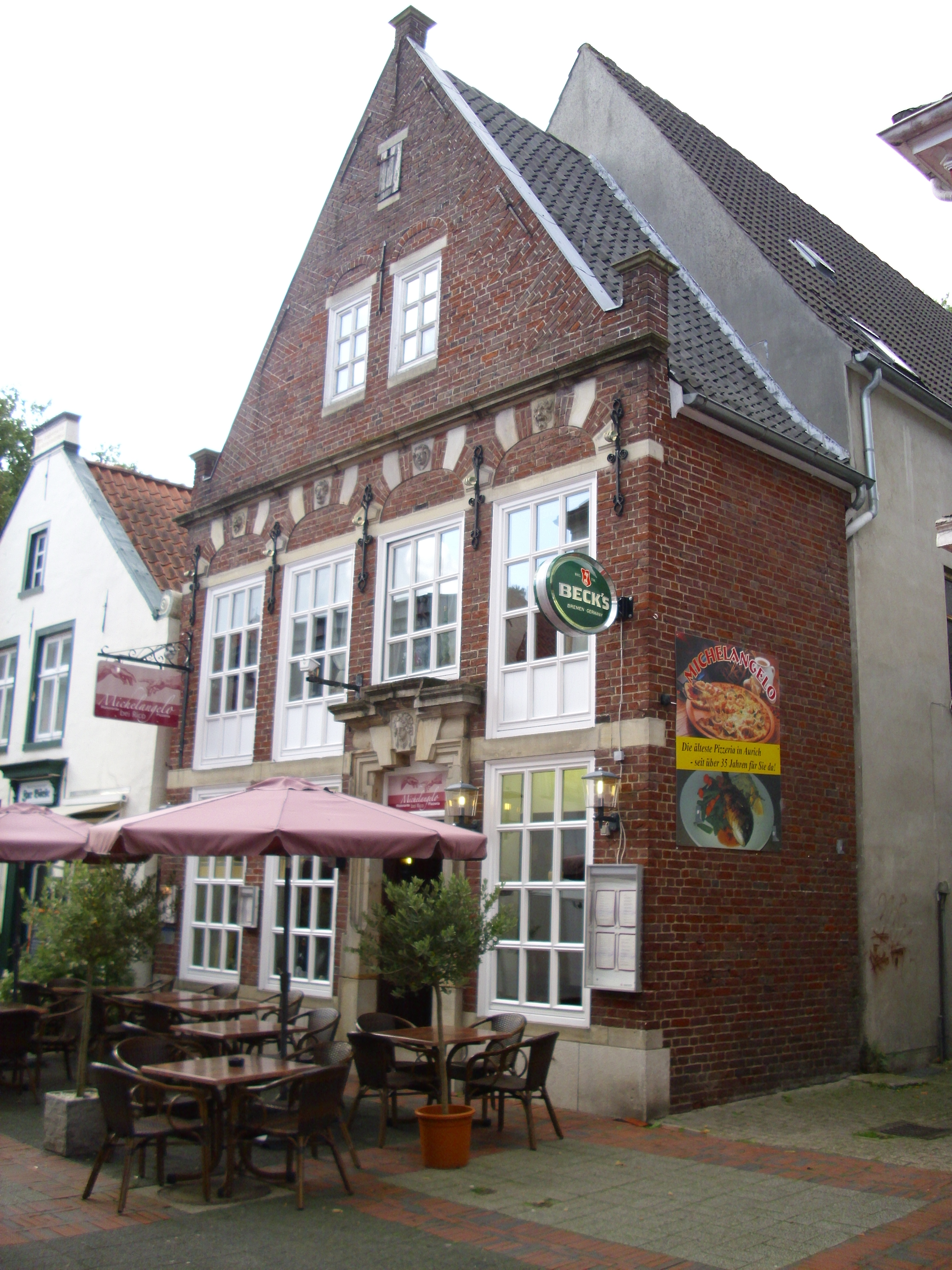
Bürgenhaus
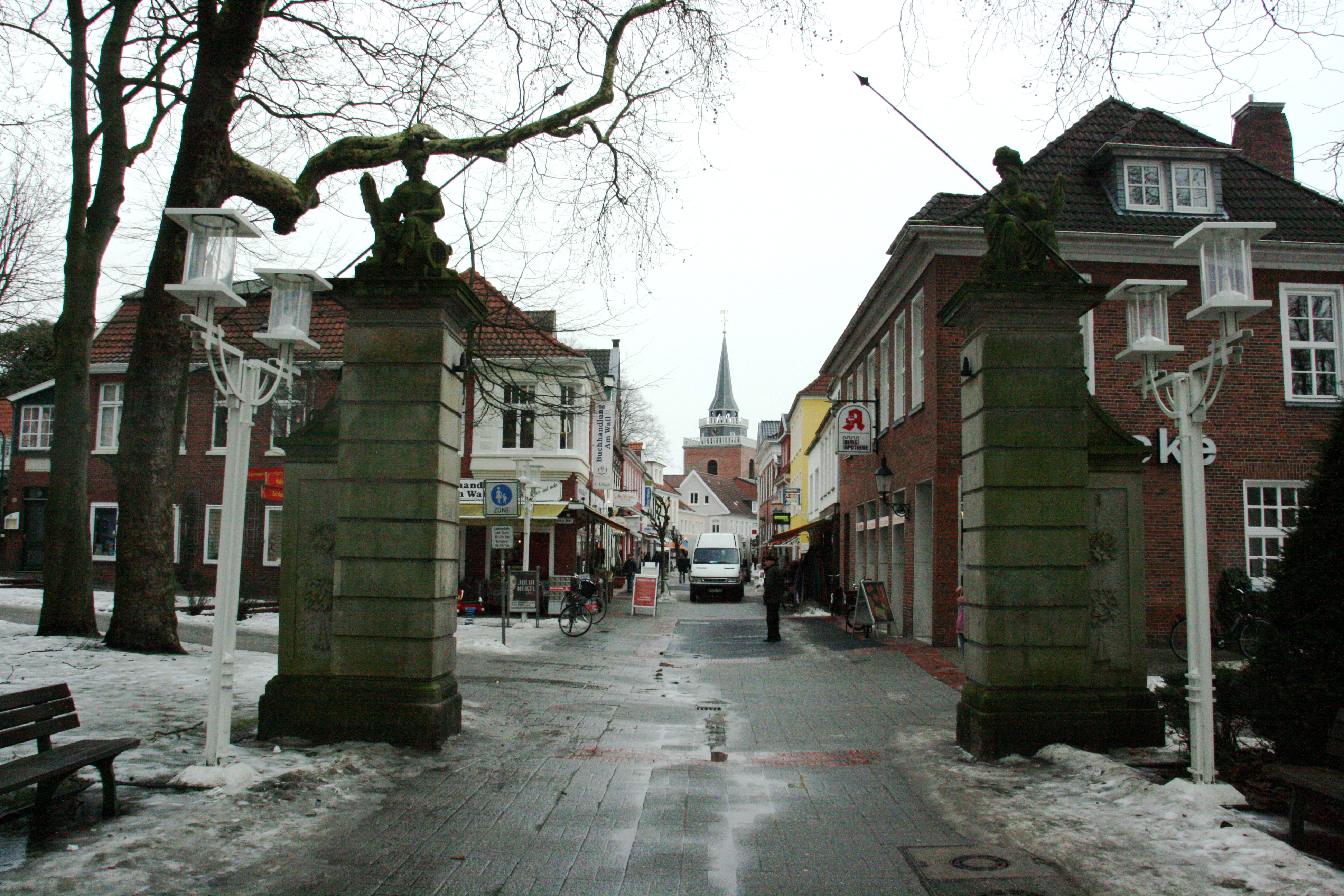
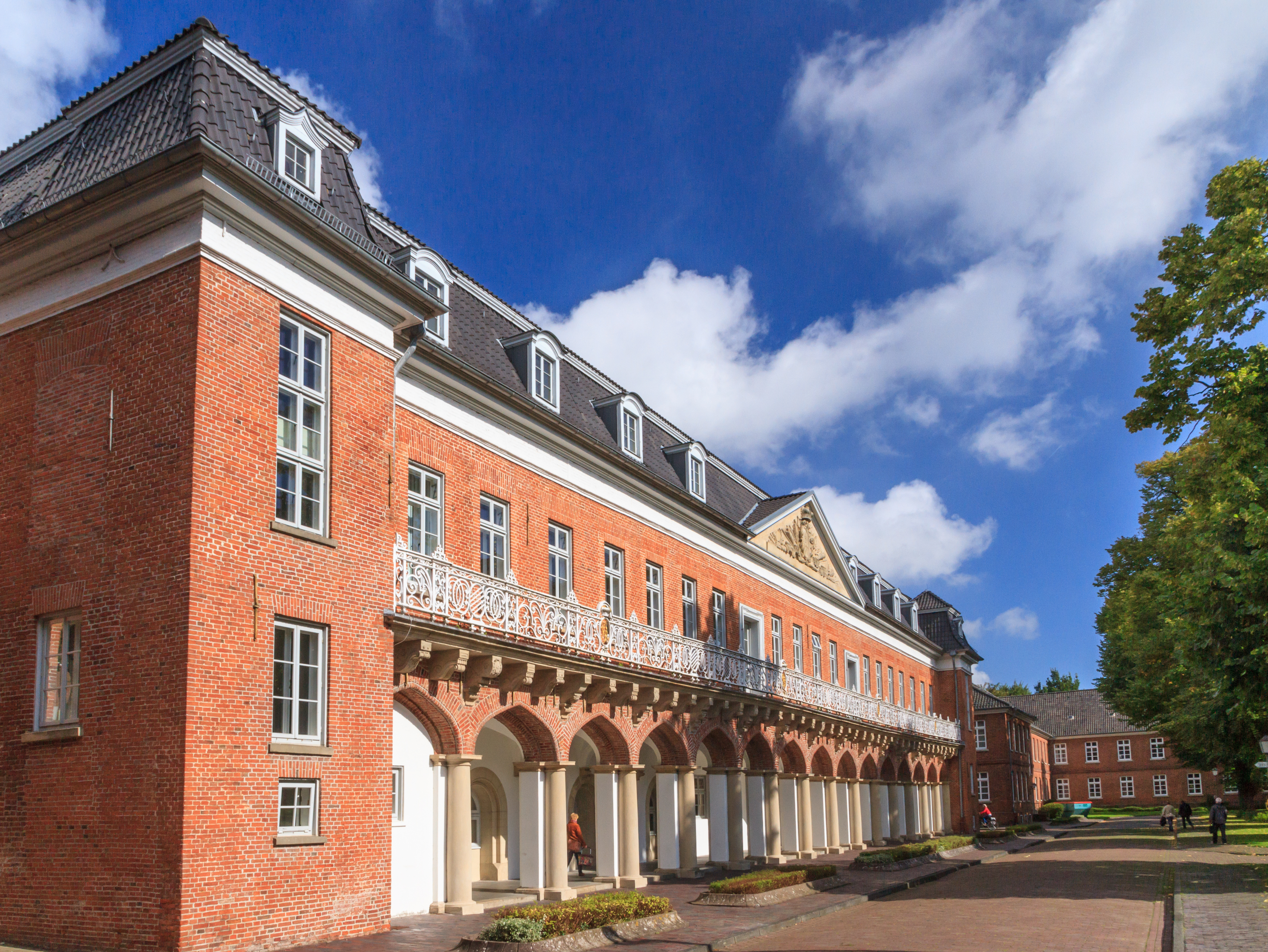
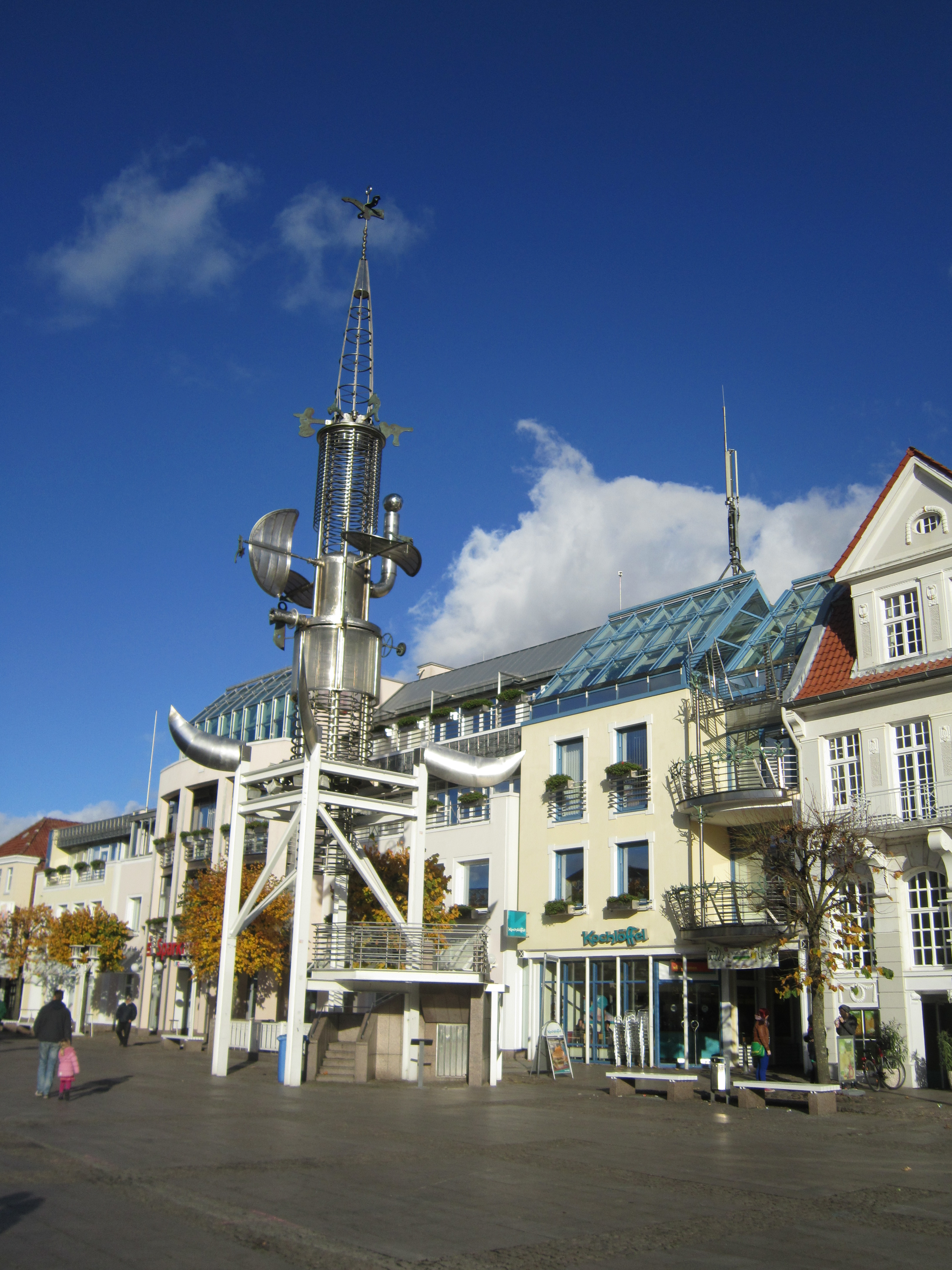
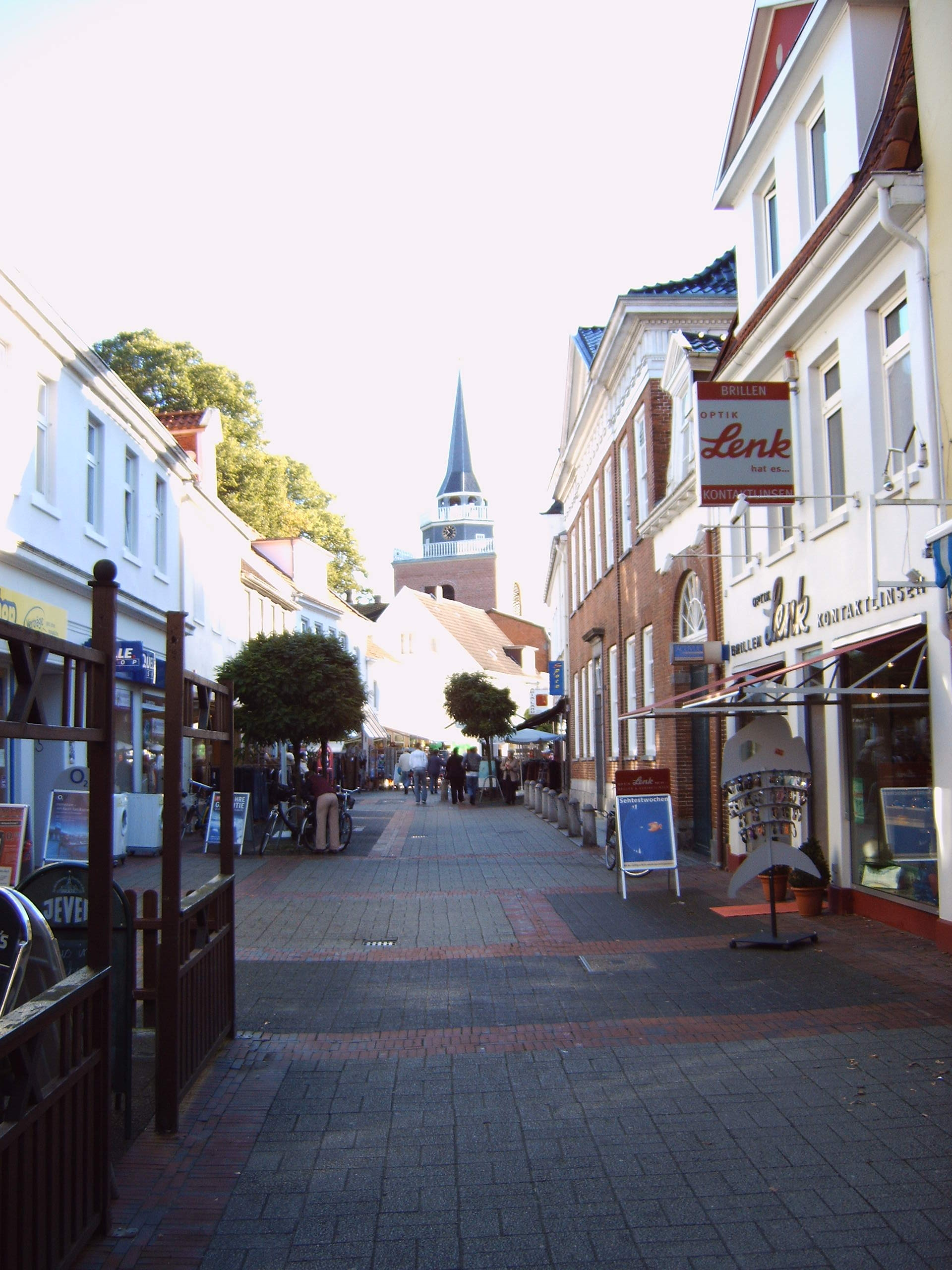
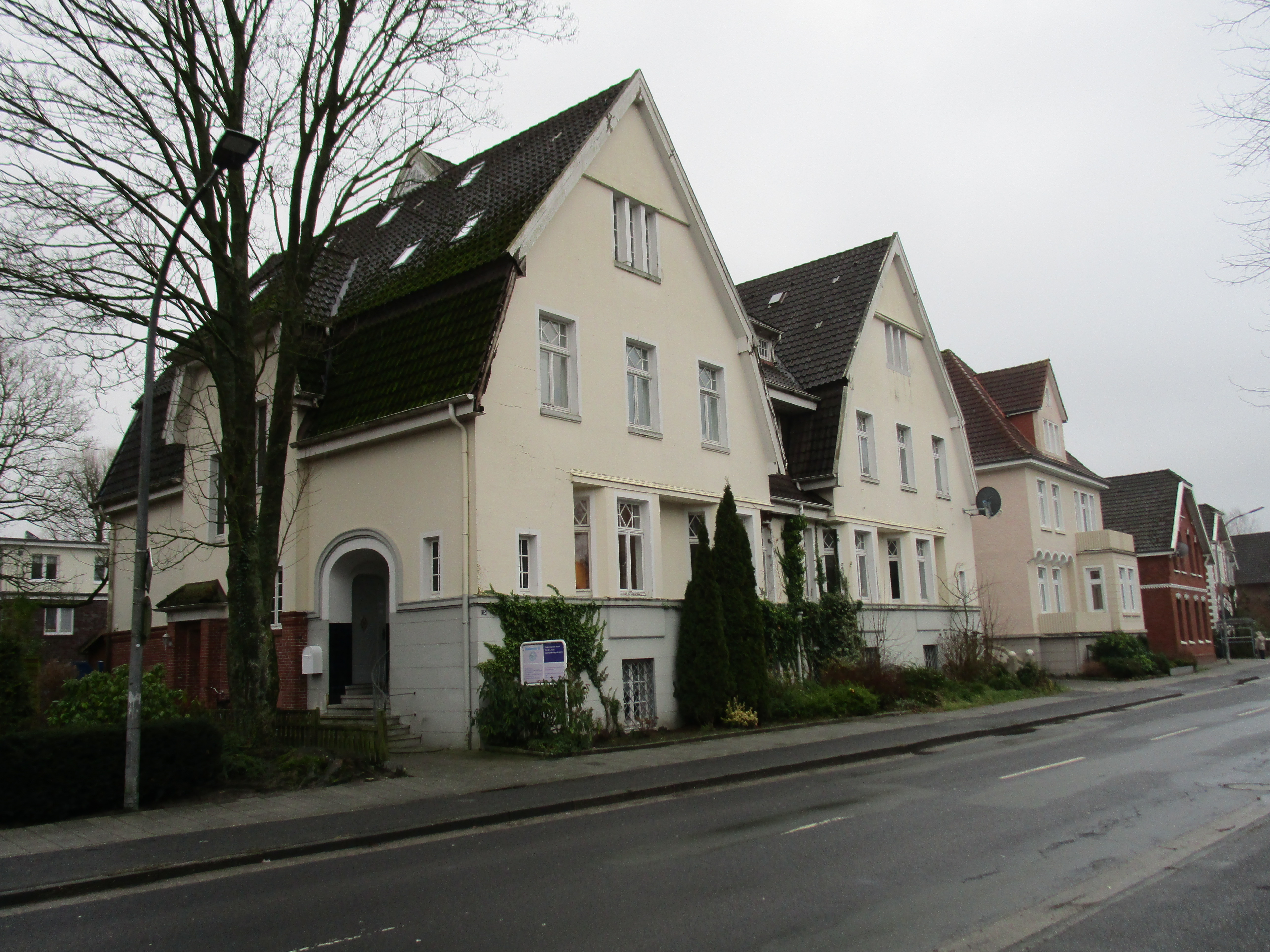
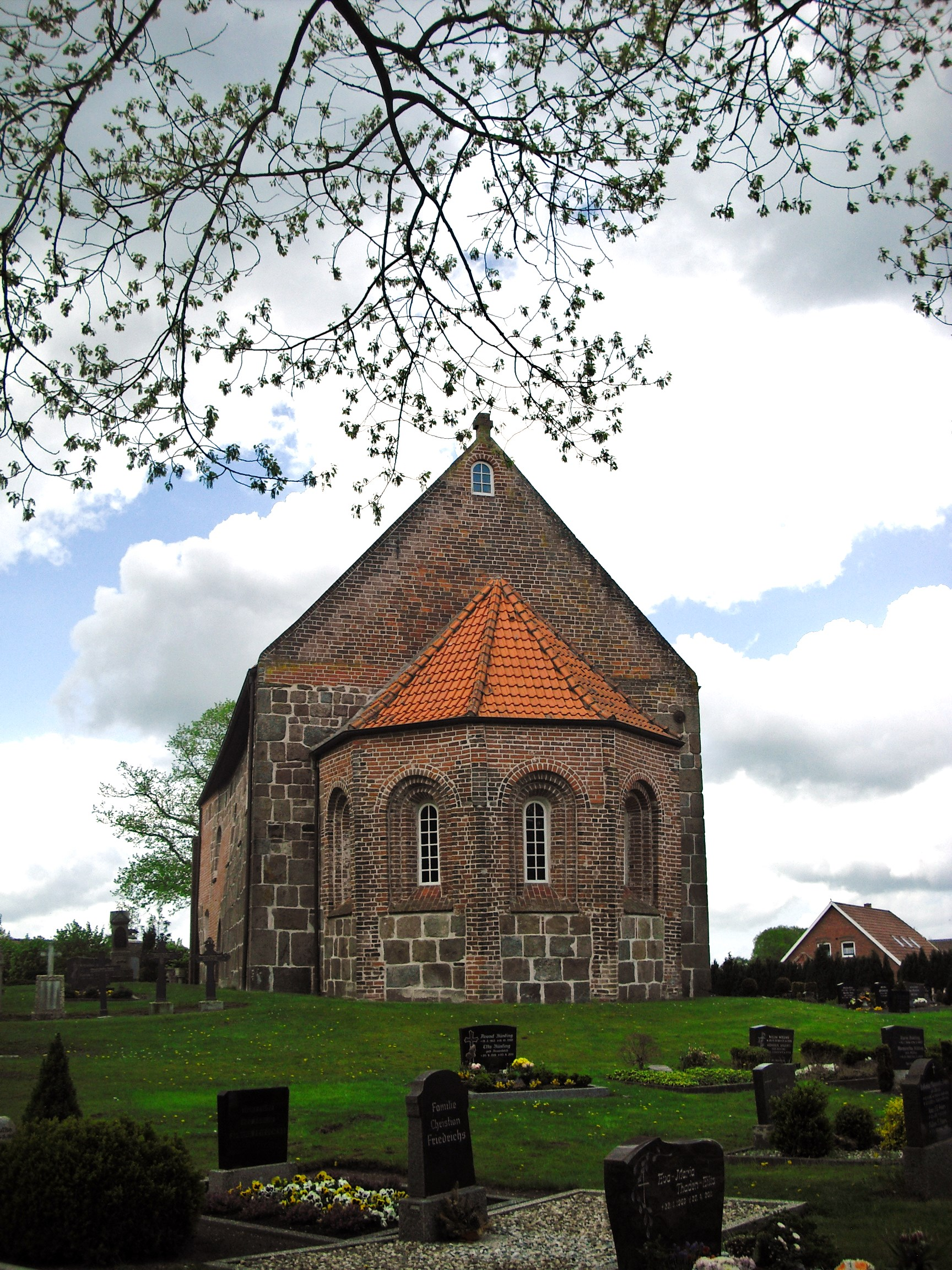
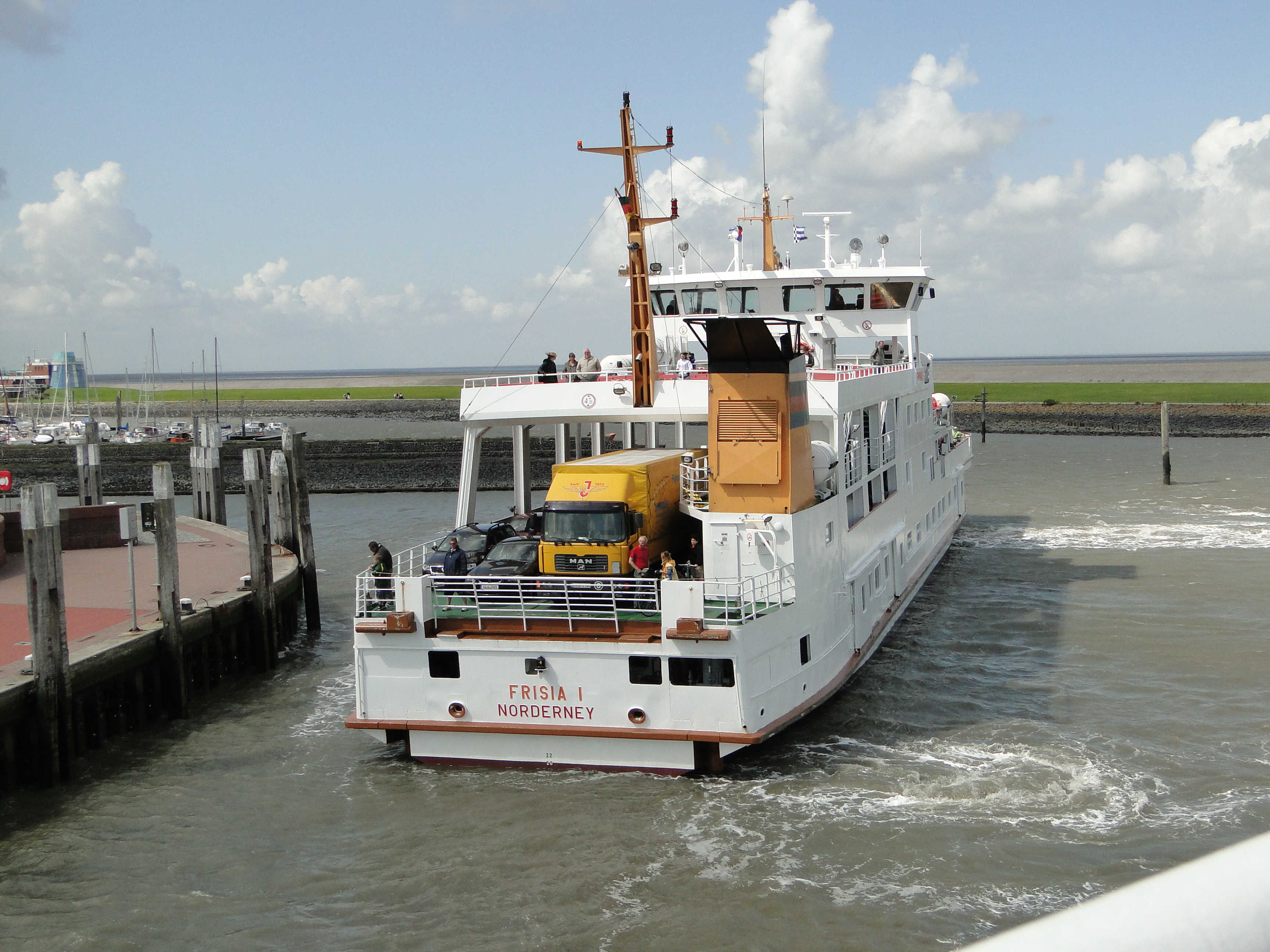
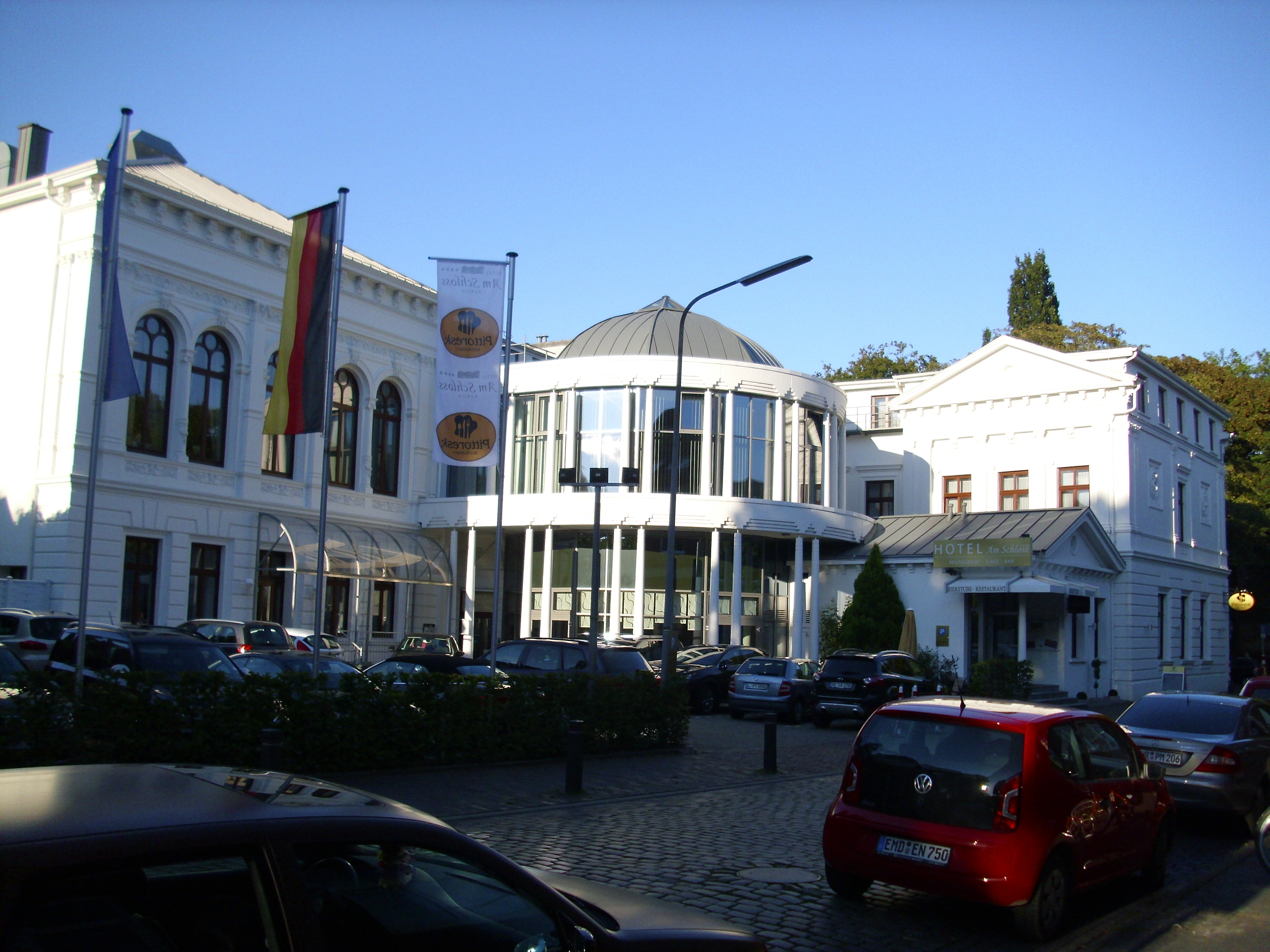
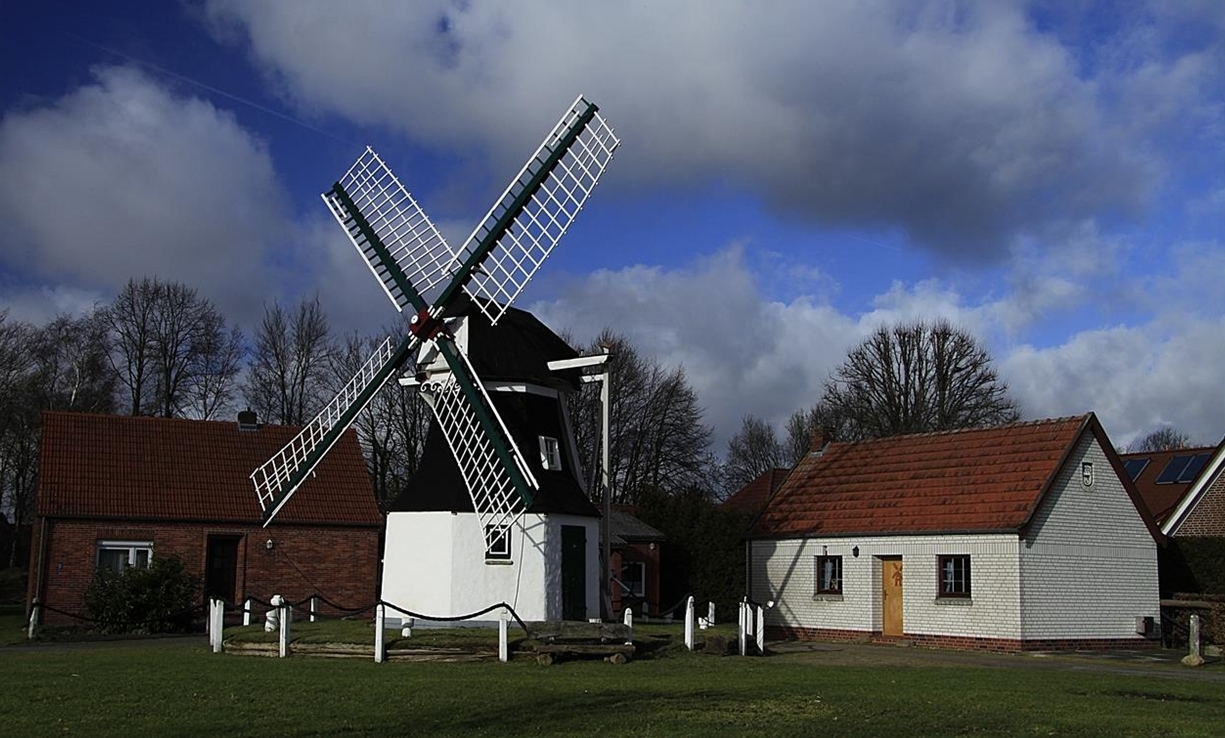
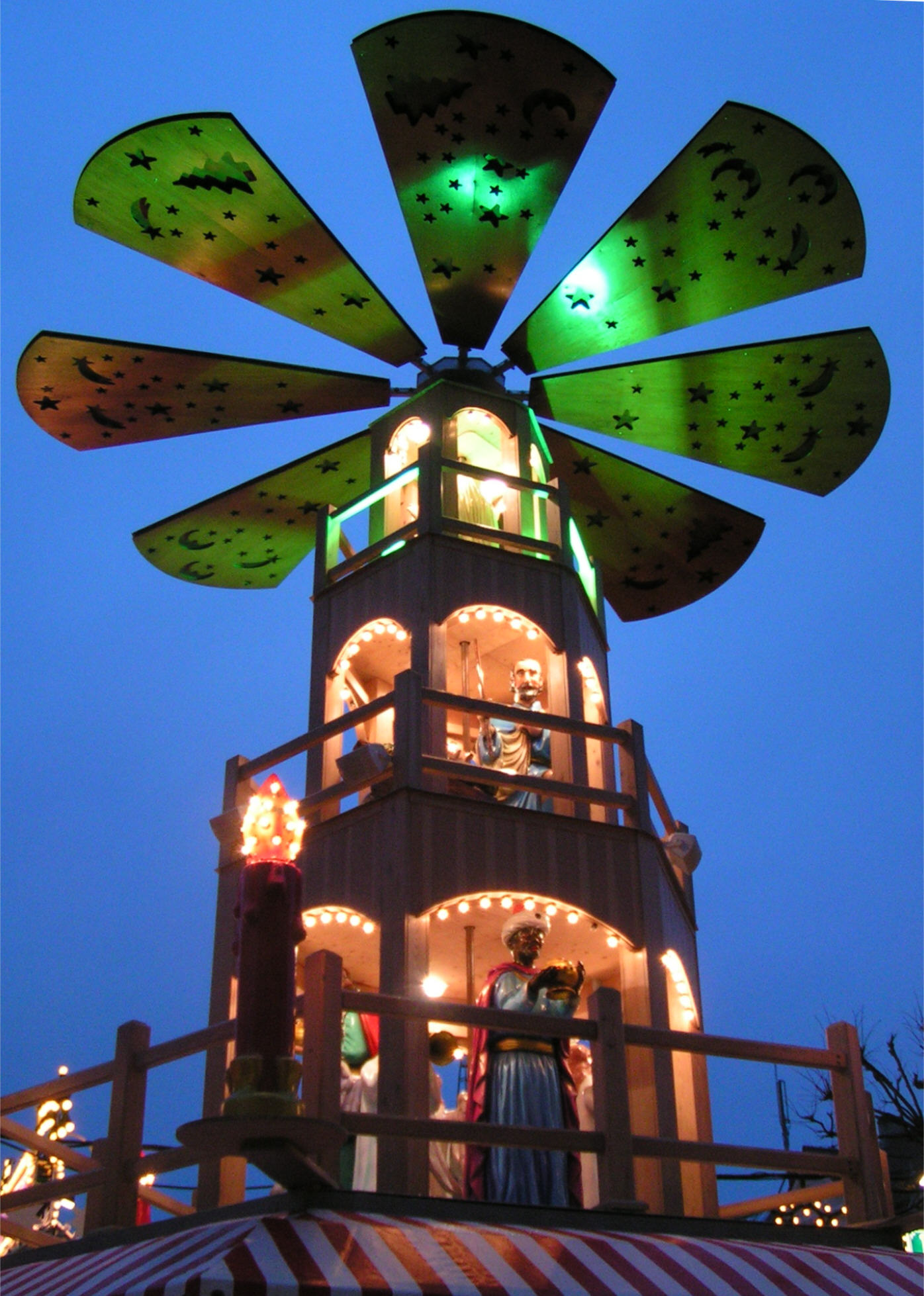